# Celama pleurochorda
Celama pleurochorda är en fjärilsart som beskrevs av Turner 1944. Celama pleurochorda ingår i släktet Celama och familjen trågspinnare. Inga underarter finns listade i Catalogue of Life.